# Andrena lauta
Andrena lauta är en biart som beskrevs av Laberge 1977. Andrena lauta ingår i släktet sandbin, och familjen grävbin. Inga underarter finns listade i Catalogue of Life.